# Yossef Haïm Brenner
Pour les articles homonymes, voir Brenner.
Yossef Haïm Brenner (en hébreu : יוסף חיים ברנר) est un écrivain de langue hébraïque (11 septembre 1881 - 2 mai 1921). Il compte parmi les pionniers des ouvriers juifs de Palestine du nouveau Yishouv.
De ses écrits ressortent principalement les cicatrices et les blessures d'un peuple privé de patrie, vivant en Diaspora, habitué aux souffrances et aux défis. Yossef Haïm Brener s'engage pour la cause sioniste et promeut le travail comme condition à la purification et à l'élévation de l'Homme.
Brener naît en Ukraine en 1881 et sert durant trois années dans l'armée russe. En 1904, il émigre en Angleterre, où il trouve un emploi dans une imprimerie. C'est là qu'il adhère au parti de Poale Zion.
Il publie alors le journal "Haméorer"  (Le Réveil, en hébreu) qui influera pour beaucoup sur les idéaux de la jeunesse de la seconde vague d'aliyah, sur les membres de Hashomer, ainsi que sur les jeunes écrivains de langue hébraïque. Après de nombreuses pérégrinations dans diverses communautés juives du monde, Brenner émigre en 1909 en Palestine, où il devient le modèle idéologique de la seconde vague d'aliyah. Il enseigne alors à l'école Hertzliya.
Yossef Haïm Brenner travaille activement à l'aménagement de routes en Galilée et participe à la réunion fondatrice de la Histadrout, en 1920, où il met en avant les idées de défense des droits du peuple juif à la vie et au respect. Yossef Haïm Brenner est assassiné par la population arabe lors des émeutes de 1921 à Jaffa,.
Le kibboutz Guivat-Brener est nommé en son hommage.